# Basilica pontificia di Santa Maria del Carmine
La basilica pontificia di Santa Maria del Carmine, è la chiesa madre di Avigliano, in provincia di Potenza e arcidiocesi di Potenza-Muro Lucano-Marsico Nuovo; fa parte della zona pastorale di Avigliano.

## Storia
I primi dati sulla sua esistenza non sono certi. Si presume sia stata edificata nel IX secolo e ultimata nel 1583. Nel XIX secolo i lavori ripresero, la facciata venne rifatta nel 1854 e venne eretto un trono nel 1950. Si ritrovano resti di un antico organo che si presume sia del settecento. Il campanile conta 4 campane che sono state elettrificate nel 1978.
Nel dicembre del 1999 papa Giovanni Paolo II l'ha elevata alla dignità di basilica minore.

## Descrizione
Composta da 3 navate mescola lo stile barocco dell'interno a quello neoclassico che si osserva all'esterno.
Molte sono le statue risalenti al XVIII secolo fra cui la Madonna col Bambino, San Sebastiano, San Rocco, San Vito e l'Addolorata.
Fra i dipinti: Visitazione del 1776, Miracolo di santa Chiara del 1727, Madonna col Bambino del XVIII secolo e la Natività di Maria del 1851.
Inoltre:
- acquasantiera del 1936 di Salvatore Manfredi
- quattro busti reliquari in legno raffiguranti i santissimi martiri
- crocifisso ligneo del XVIII secolo.
- fonte battesimale in pietra del XVIII secolo
- Cristo deposto in cartapesta del XIX secolo.
- la venerata statua della Madonna del Carmine.

### Il pulpito
Il pulpito è ornato da marmi policromi del XIX secolo. Al suo interno le cappelle del Sacro Cuore e di Santa Rita (1928).